# Manuel Teles da Silva

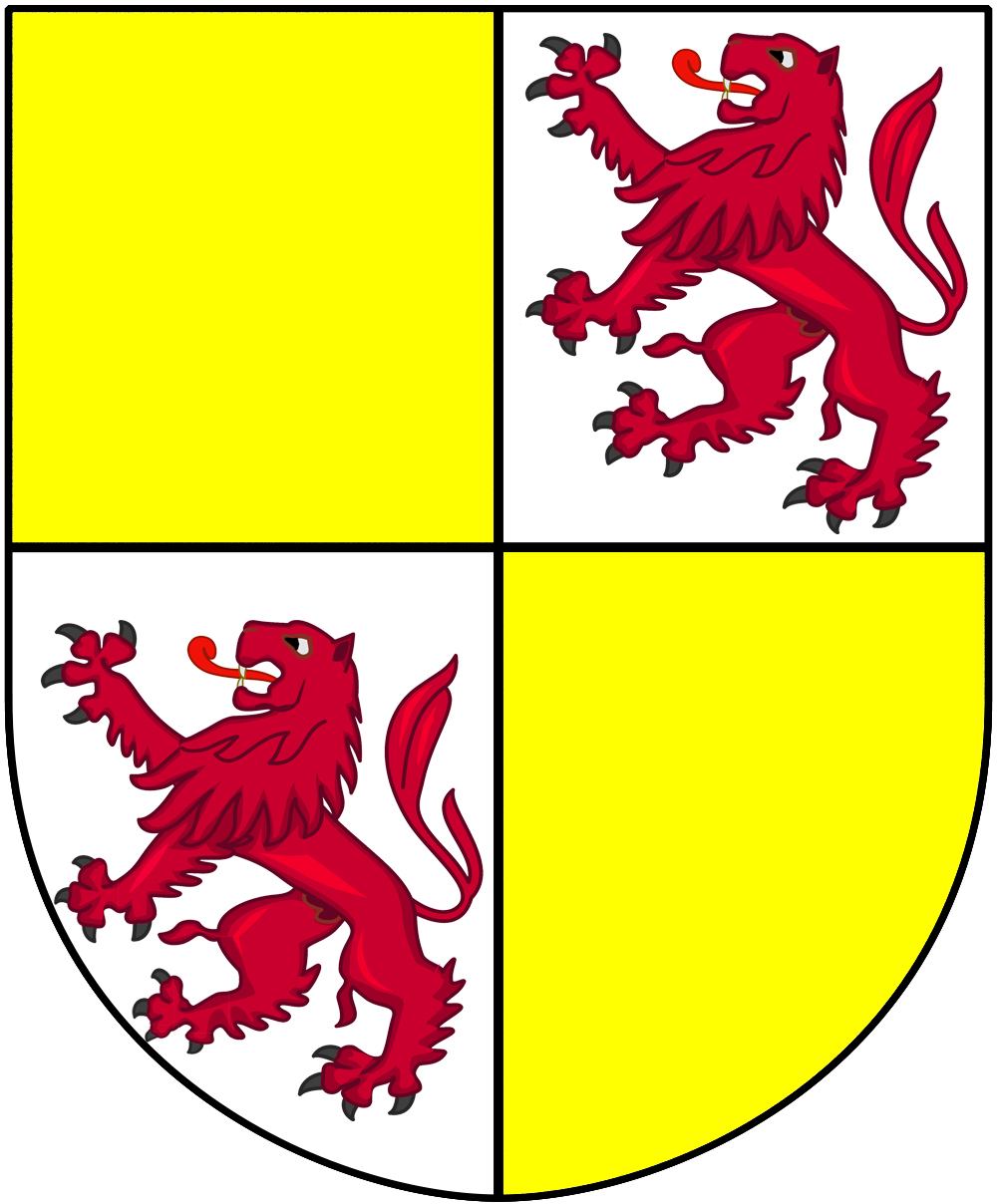
Brasão da família Teles da Silva, Marqueses de Alegrete.

Manuel Teles da Silva (1641 - 1709) foi o 1º Marquês de Alegrete feito em 1687, 2º Conde de Vilar Maior. Tal varonia dos Silva, das mais antigas da península ibérica, provém dos reis de Leão. Foi o negociador português do Tratado de Methuen.
Contribuiu para a contenção ao Cerco de Elvas (1644) e a tomada de Évora, depois da batalha do Ameixial, sendo nessa altura coronel dum terço de ordenanças, contando com apenas vinte e sete anos de idade.
Como embaixador extraordinário, ainda como Conde de Vilar Maior, partiu da Corte para concluir o casamento do rei D. Pedro II de Portugal com D. Maria Sofia Isabel de Neuburgo, filha do Eleitor do Palatinato,  como negociador. Nesta missão levou como secretário António Rodrigues da Costa. Levou o mesmo funcionário quando, em 1707, partiu para Viena ajustar os desposórios do Rei D. João V de Portugal com o imperador José, da dinastia de Habsburgo.
Perto de Lisboa mandou construir uma quinta, hoje conhecida como Quinta Alegre ou Quinta dos Marqueses de Alegrete.

## Casamento e descendência
Casou com D Luísa Coutinho, filha de D. Nuno Mascarenhas, Senhor de Palma, e D. Beatriz de Meneses, 3ª Condessa de Sabugal.
- 1 - Fernão Teles da Silva, 2º marquês de Alegrete;
- 2 - Nuno da Silva Teles, Reitor da Universidade de Coimbra;
- 3 - Antônio Teles da Silva nascido em Lisboa em 11 de maio de 1667 e morto em 21 de agosto de 1699 aos 32 anos;
- 4 - Mariana de Castelo-Branco, que casou com Francisco de Melo, Monteiro-mor, e morreu a 11 de Maio de 1701;
- 5 - João Gomes da Silva, conde de Tarouca;
- 6 - Margarida Coutinho, nascida a 30 de Janeiro de 1674, que casou com o Pedro Manuel de Ataíde, 5º conde de Atalaia;
- 7 - Catarina de Menezes;
- 8 - Isabel de Menezes, depois Isabel Auta de São José (Lisboa - Lisboa), freira clarissa do Mosteiro de Madre de Deus de Lisboa com votos feitos em  8 de Dezembro de 1684[1];
- 9 - Francisca Rosa de Menezes Coutinho, que nasceu a 3 de Setembro de 1686 e casou com o Francisco de Portugal, 8.º conde de Vimioso, 2º marquês de Valença.

## Manuel Teles da Silva, homónimos
Um descendente foi Manuel Teles da Silva (nascido em 23 de fevereiro de 1726-25?), filho natural de Fernão Teles da Silva (1703-?),  4º Marquês de Alegrete e 5º conde de Vilar Maior, foi um Soldado do Regimento, que tal como o seu irmão, foi morar na Freguesia de Nossa Senhora da Conceição, em Rio Maior, onde teve pensão na dita comenda, dada pelo seu pai, onde acabou por casar com Maria Baptista e com Joana Maria, um dos seus filhos, João da Silva Valverde, foi Escrivão da Câmara Municipal de Rio Maior em 1820 e depois Juiz Ordinário de Rio Maior em 1844, casado a 14 de abril de 1806, Rio Maior, com Luísa Maria Angélica.
O nome se repete por numerosas gerações, pois outro Manuel Teles da Silva foi 6.º Conde de Vilar Maior e pelo casamento 2º marquês de Penalva pois casou primeiro com sua prima, D. Francisca de Assis Mascarenhas (morta em 20 de janeiro de 1746), filha do 3º conde de Óbidos e depois com sua outra prima D. Eugênia Mariana Josefa de Menezes da Silva, filha de D. Estêvão de Meneses, 1° marquês de Penalva (filho de João Gomes da Silva, 4° Conde de Tarouca, e D. Joana Rosa de Meneses) e de D. Maria de Lorena. Eugênia foi 2.ª marquesa de Penalva e 6.ª condessa de Tarouca, este foi ainda Comendador de Rio Maior, e era Morador na Freguesia de Nossa Senhora da Conceição, no Lugar de Rio Maior, no ano de 1771.
As armas das duas casas (Alegrete e Penalva), depois de reunidas, ficaram compostas pelas primeiras (Teles da Silva) e pelas segundas (Menezes de Tarouca).